# Groeve in de Grindkuil

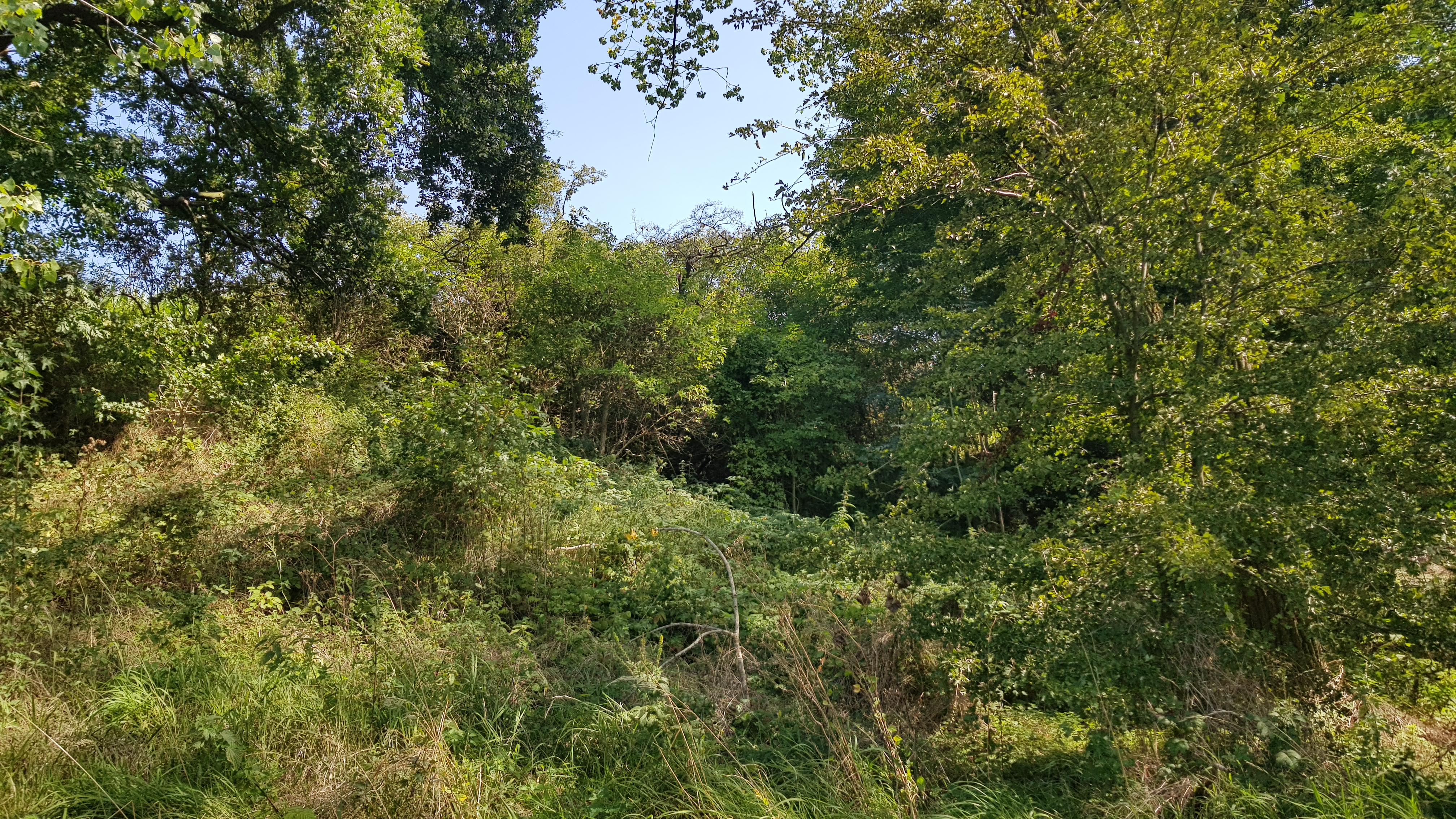
de overwoekerde groevelocatie

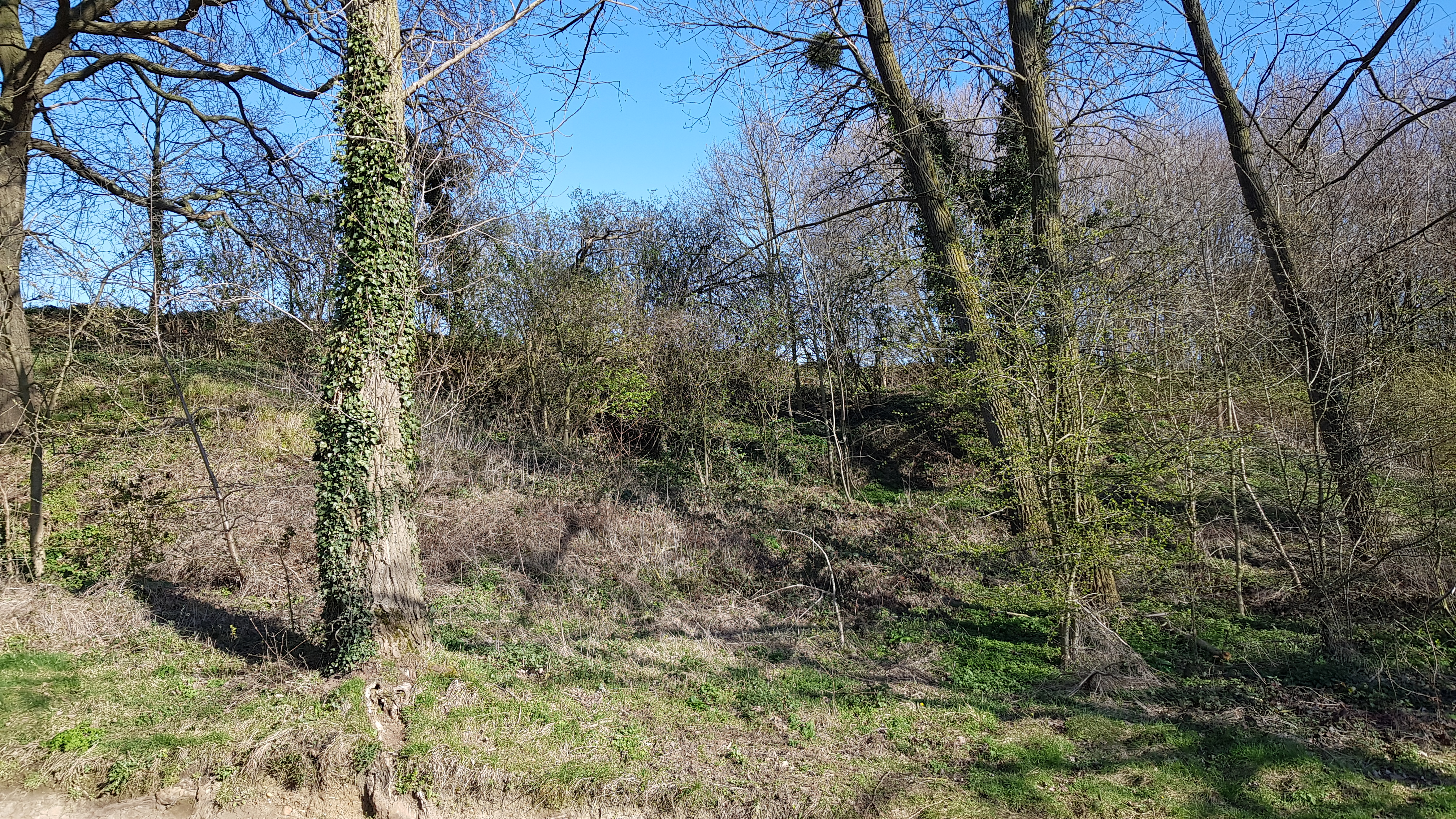
de groevelocatie in het voorjaar

De Groeve in de Grindkuil is een Limburgse mergelgroeve in de Nederlandse gemeente Valkenburg aan de Geul in Zuid-Limburg. De ondergrondse groeve ligt ten zuidoosten van Valkenburg in het zuidelijk deel van het hellingbos Biebosch op de noordoostelijke rand van het Plateau van Margraten in de overgang naar het Geuldal. Ter plaatse duikt het plateau een aantal meter steil naar beneden, de groeve zelf ligt nabij een holle weg (IJzeren Koeweg) die ligt ingesneden in het plateau vanuit de Sibbergrubbe.
Op ongeveer 100 meter naar het noordwesten ligt de Groeve aan de Heide.

## Groeve
Van de Groeve in de Grindkuil is de ingang dichtgestort. De groeve heeft een oppervlakte van ongeveer 78 vierkante meter.